# ディーノ・ベガノヴィッチ
ディーノ・ベガノヴィッチ（Dino Beganovic、2004年1月19日 - ）は、スウェーデン・ボスニア・ヘルツェゴビナのレーシングドライバー。
マスメディアによっては「ディノ・ベガノビッチ」「ディーノ・ベガノビッチ」と表記される場合もある。

## 経歴

### カート
2011年にカートレースを始め、2018年にはスウェーデン国内の複数のカート選手権でOKジュニアカート部門で優勝。2019年、スウェーデンカート選手権とイタリアカート選手権・OK部門で優勝し、WSKユーロシリーズでは2位に入った。

### フォーミュラ4
2020年、プレマ・パワーチームからイタリアF4選手権でデビュー。開幕戦（ミサノ）のレース3で3位表彰台を獲得すると、第2戦（イモラ）ではポールポジションを獲得。第4戦（ムジェロ）ではダブル表彰台を獲得し、第6戦（イモラ）のレース2で初優勝を飾り、3レース全て表彰台を獲得。 優勝1回・表彰台6回・179ポイントを獲得し、ランキング3位で終えた。また、ADAC・フォーミュラ4選手権でプレマから2戦スポット参戦し、12ポイントを獲得した（ランキング16位）。

### FR・ヨーロピアン・チャンピオンシップ

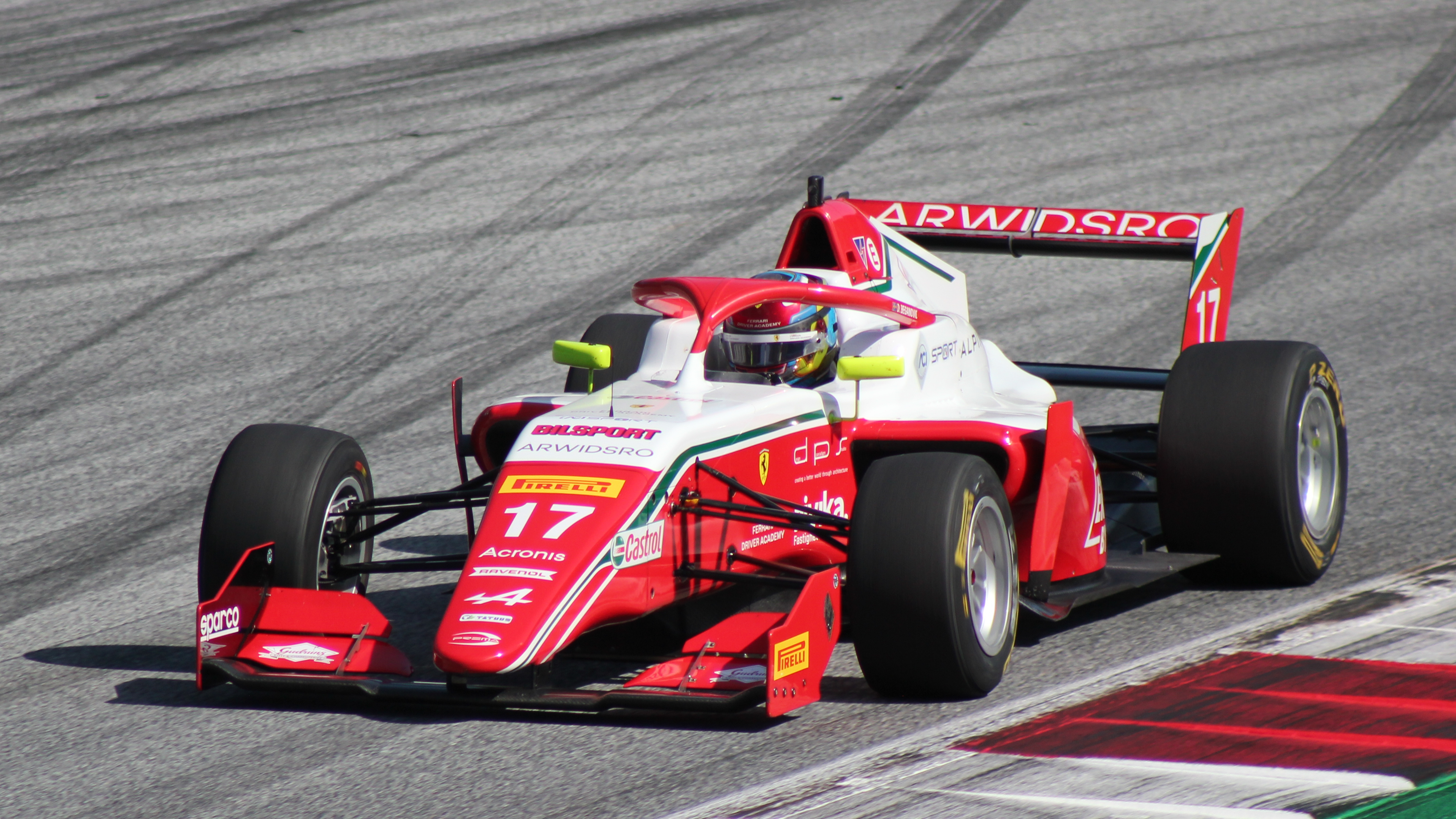
FR・ヨーロピアン・チャンピオンシップ参戦時のベガノヴィッチ（2021年、レッドブル・リンクにて）

2021年にプレマ・パワーチームからF3・アジア選手権とフォーミュラ・リージョナル・ヨーロピアン・チャンピオンシップに参戦。開幕戦（ドバイ）の2レースで2位に入ると、第2・3戦（アブダビ）でも2回の表彰台獲得と5回のルーキー優勝を飾り、ランキング7位。
ヨーロッパでのシーズン前半戦の最高位は8位2回で、12ポイントと苦戦を強いられたが、後半戦が始まると、第6戦（スパ・フランコルシャン）で4位およびルーキー優勝を果たすと、第9戦（ムジェロ）では2位に入り、初表彰台を獲得。最終戦（モンツァ）で初のポールポジションを獲得するが、首位争いの最中にチームメイトのダビド・ビダーレスと接触しリタイアに終わった。ルーキー優勝2回・表彰台1回・53ポイント獲得し、ランキング13位で終えた。

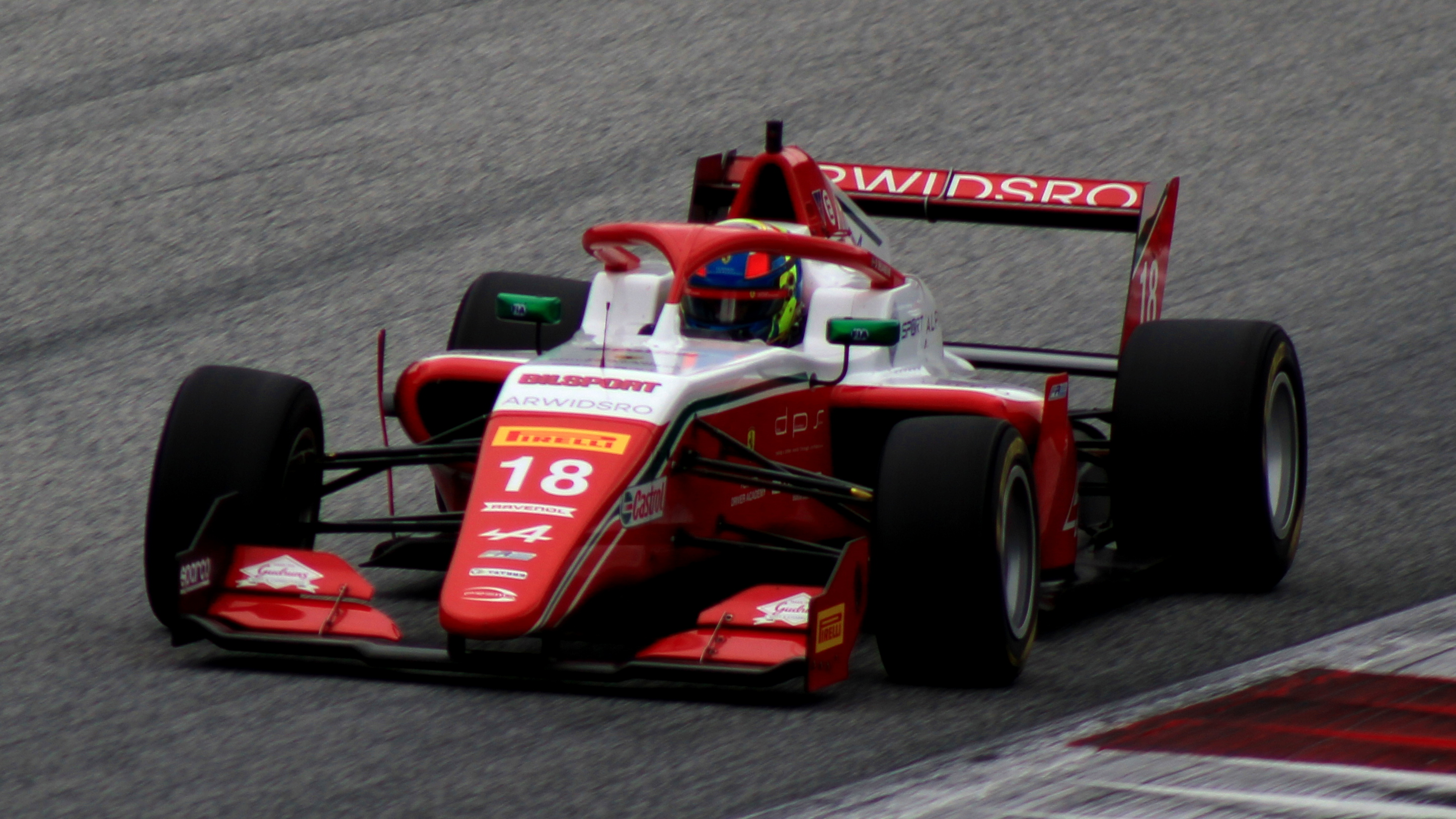
フォーミュラ・リージョナル・ヨーロピアン・チャンピオンシップ参戦時のベガノヴィッチ（2022年、レッドブル・リンクにて）

2022年、ムンバイ・ファルコンズからフォーミュラ・リージョナル・アジアン・チャンピオンシップに参戦。開幕戦（アブダビ）ではマシントラブルで思うような結果を残せなかったが、第2戦（ドバイ）で2位表彰台を獲得。第3戦（ドバイ）のレース1では3位表彰台を獲得すると、レース2で優勝を飾った。第4戦（ドバイ）では無得点に終わったが、最終戦（アブダビ）ではダブル表彰台を獲得し、優勝1回、表彰台5回、130ポイントと成績を残し、ランキング5位。
ヨーロッパではプレマに残留し、フォーミュラ・リージョナル・ヨーロピアン・チャンピオンシップでの参戦2年目を迎える。開幕戦（モンツァ）のレース1で初優勝を飾り、レース2では2位表彰台を獲得。第2戦（イモラ）では当初トップチェッカーを受けたガブリエレ・ミニがペナルティで後退し、繰り上げ優勝となった。第3戦（モナコ）で3勝目を挙げると、第4戦（ポール・リカール）で表彰台を獲得。第5戦（ザントフォールト）のレース1では4位で終え、連続表彰台獲得記録は途切れたものの、レース2では3位表彰台を獲得した。第6戦（ハンガロリンク）では2レースとも表彰台を逃したが、第7戦（スパ・フランコルシャン）で勝利し、第8戦（レッドブル・リンク）では2回目のダブル表彰台を獲得。最終戦（ムジェロ）のレース1で4位でチェッカーを受け、ドライバーズタイトルを獲得。優勝4回、表彰台13回、300ポイントという成績を残した。
2023年、F3参戦前にムンバイ・ファルコンズから新たに名称が変わったフォーミュラ・リージョナル・ミドル・イースト・チャンピオンシップに復帰し、2戦スポット参戦。開幕戦（ドバイ）ではガブリエレ・ミニとの激しい首位争いを制し優勝を飾ると、第2戦（クウェート）のレース1で優勝、レース3で5位に入り、優勝2回、62ポイントを獲得し、ランキング11位。

### FIA F3選手権

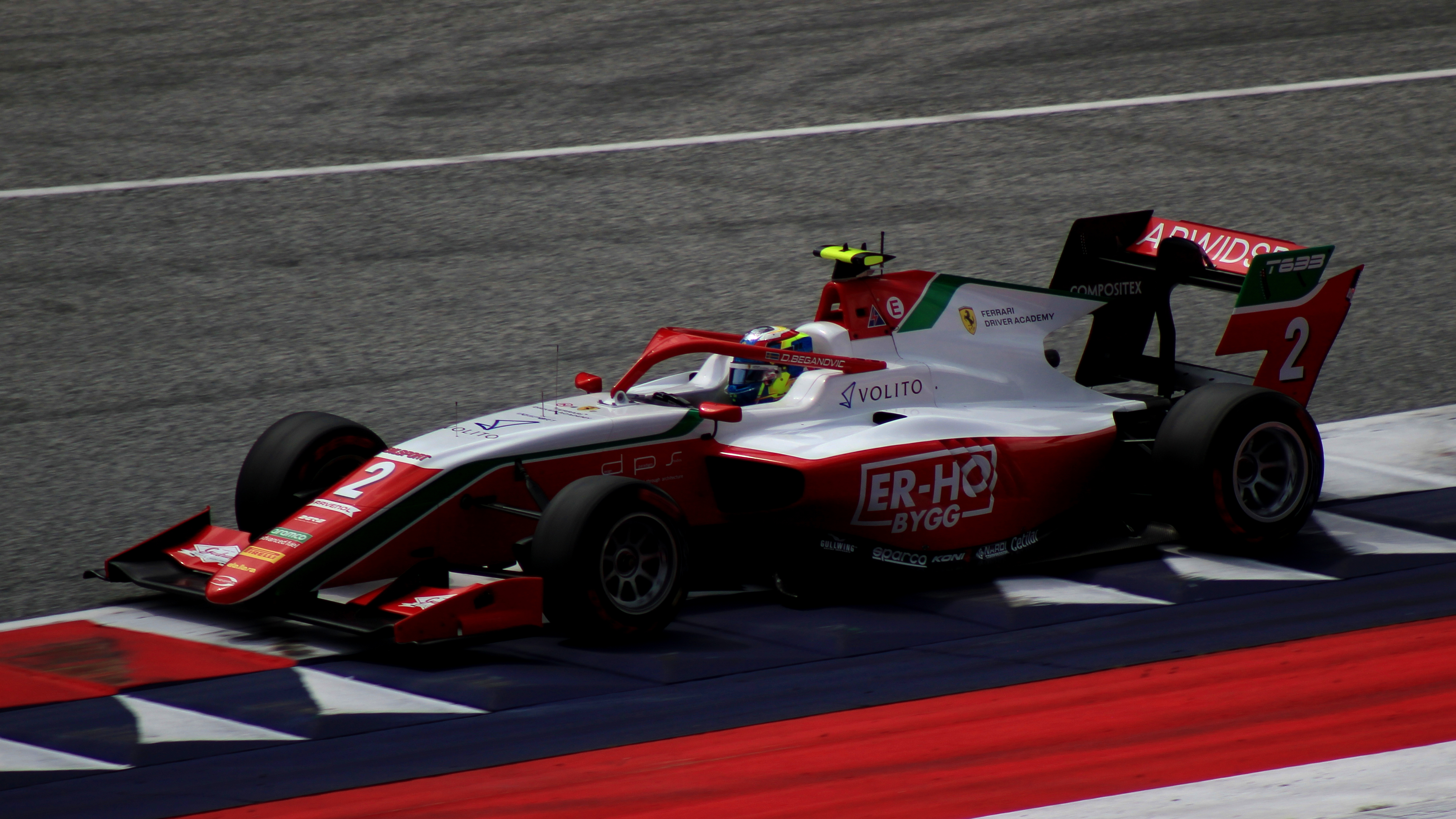
ダラーラ・F3 2019を駆るベガノヴィッチ（2023年、レッドブル・リンクにて）

2022年9月20日、プレマ・レーシングはポール・アロン、ザック・オサリバンと共にヘレスで3日間のFIA F3テストに参加し。1か月後にプレマ・レーシングと契約し、FIA F3選手権に参戦。開幕戦（バーレーン）のスプリントレースで予選8番手から4位に入り、続くフィーチャーレースで3位に入り、初表彰台を獲得した。第2戦（メルボルン）で予選8番手に入り、スプリントで5位に入ったが、フィーチャーレースでのファイナルラップでカイオ・コレットとの接触によるペナルティを受け、13位に後退。第3戦（モナコ）の予選で最速ラップを叩き出し、2番手からのスタートとなった。スプリントレースでは無得点に終わったが、フィーチャーレースでは2位表彰台を獲得した。第4戦（バルセロナ）でのスプリントレースではグレゴワール・ソーシーとの接触でリタイアしたが、フィーチャーレースでは3位表彰台を獲得し、ランキング3位に浮上。第5戦（レッドブル・リンク）の予選では2番手を付けたが、わずか0.004秒差でポールポジションを逃した。フィーチャーレースではタイヤの摩耗が激しくなり5位フィニッシュしたが、レース後のインタビューで「レース序盤にDRSから逃れようと無理プッシュしすぎた」と述べた。
第6戦（シルバーストン）の予選でフライングラップを刻む前にエンジントラブルが発生し、最後尾からのスタートを余儀なくされた。2レースともに予選最下位からのスタートだった影響もあり、初の無得点に終わった。第7戦（ハンガロリンク）の予選では2番手からスタートし、フィーチャーレースではオサリバンに2秒差で2位フィニッシュした。第8戦（スパ・フランコルシャン）のスプリントレースではガブリエル・ボルトレトとの接触によるペナルティを受け23位、フィーチャーレースでは濡れた路面でのレース戦略でミスが響き16位に終わった。最終戦（モンツァ）では予選タイムが抹消され、23番手からのスタートとなったが、フィーチャーレースでは追い上げを見せ、9位に入った。新人ながら表彰台圏内4回・96ポイント獲得し、ランキング6位に入り、未勝利ドライバーの中では最上位となった。
シーズンオフにヘレスで行われたテストに参加し、2日目に全体の最速タイムをマークした。また、プレマからアロン、ミニと共にマカオグランプリに出場し、予選レースで4位に入った後、決勝レースではミニを追い抜いて2位を狙おうとした際にクラッシュしリタイアに終わった。

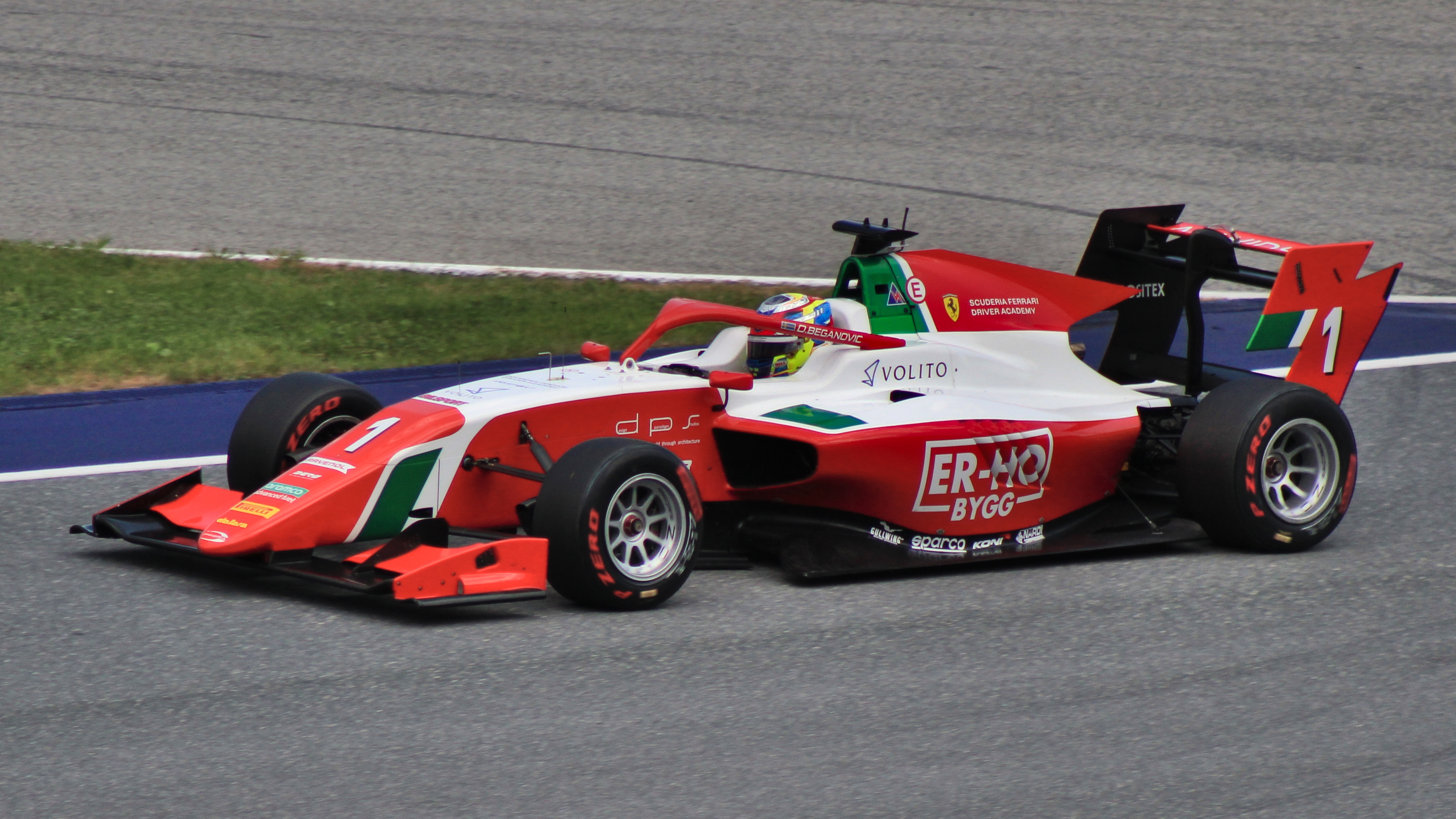
ダラーラ・F3 2019を駆るベガノヴィッチ（2024年、レッドブル・リンクにて）

2024年に引き続きプレマ・レーシングからFIA F3に参戦。チームメイトはミニとレッドブル・ジュニア所属のアービッド・リンドブラッド。開幕戦（バーレーン）で初のポールポジションを獲得したが、スプリントレースでのオープニングラップで接触しピットインを余儀なくされ、フィーチャーレースでスタート時のトラブルが発生し後方に下がったが、驚異の追い上げを見せた（結果は13位）。第2戦（メルボルン）での予選で3番手を獲得し、スプリントレースでは6位チェッカーを受けたが、セバスチャン・モントーヤとの競り合いでコースアウトさせたとペナルティを受け、13位に降格した。フィーチャーレースではチームメイトのミニ、トップを走っていたレオナルド・フォルナロリを抜きF3初優勝を飾った。第3戦（イモラ）はスプリントレースで4位、フィーチャーレースで5位と好調を維持した。
第4戦（モナコ）でのスプリントレースで7位、フィーチャーレースを6位で終え。第5戦（バルセロナ）では2レースともに8位に終わった。第6戦（オーストリア）の予選では5番手となったが、1周目のスピンで後方に下がり、15位に終わり、フィーチャーレースでのレース序盤で2位に浮上し、レースの大半でルーク・ブラウニングの後ろについてDRS圏内に留まったものの、チームメイトのミニにかわされ3位に終わった。第7戦（シルバーストン）での予選で不運が重なった影響で両レースともに入賞圏外に終わった。第8戦（ハンガロリンク）のスプリントレースでリバースポールを獲得したが、スタート時にニキータ・ベドリンに敗れ、更にタイヤの摩耗が激しく、ベドリンへのオーバーテイクを試みるが失敗し順位を落とし、3位に終わった。続くフィーチャーレースでは9位で終えた。
第9戦（スパ）の予選で2度目のリバースポールを獲得。スプリントレースでミニの猛追をかわし、2勝目を挙げた。しかしフィーチャーレースでは11位に終わり、タイトル獲得の可能性は無くなった。最終戦（モンツァ）ではスプリントレース4位、フィーチャーレース9位に終わり、優勝2回・ポール1回・表彰台圏内4回・109ポイント獲得し、前年と同じランキング6位で終えた。シーズン終了後にプレマからマカオグランプリに出場し、決勝レースでは8位に終わった。

### FIA F2選手権

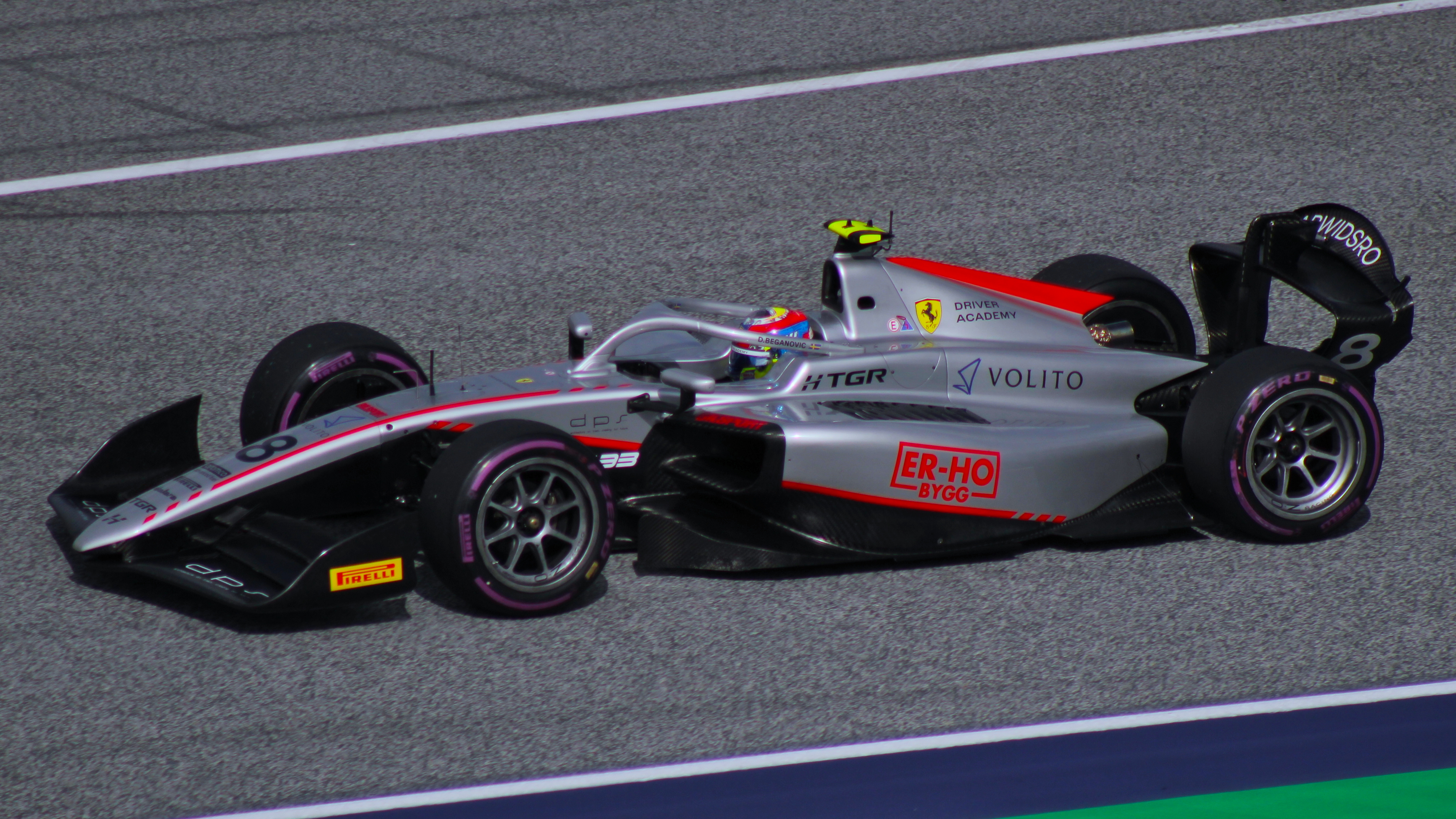
ダラーラ・F2 2024を駆るベガノヴィッチ（2025年、レッドブル・リンクにて）

2024年、ファン・マヌエル・コレアに代わってDAMS・ルーカスオイルからFIA F2選手権終盤2戦に起用され、ジャック・クロフォードと組んだ。 デビュー戦となった第13戦（カタール）では予選4番手を獲得。スプリントレースで宮田莉朋に追突されてスピンし、10位とポイントを獲得できなかったが、フィーチャーレースでは5位入賞。続く最終戦（アブダビ）では予選5番手を獲得。スプリントレースは4位でチェッカーを受けたが、アロンがレース後に失格となったため3位に繰り上がり、F2レース3戦目にして初表彰台を獲得した。フィーチャーレースではギアトラブルを抱えながらも7位ででレースを終え、22ポイント獲得し、ランキング20位。
2025年、ハイテック・TGRに移籍し、ウィリアムズ・ドライバー・アカデミー所属のルーク・ブラウニングをチームメイトとして迎える。

### フォーミュラ1
2020年初めに、フェラーリ・ドライバー・アカデミーに加入することが発表された。新型コロナウイルス感染症によるロックダウン中、バーレーン・バーチャルGPでフェラーリから出場した。

## 人物
ベガノヴィッチはスウェーデンにあるリンシェーピングで生まれた。両親は生まれる前にボスニア・ヘルツェゴビナからスウェーデンに移住している。弟はサッカーチーム・オートヴィーダベリFFに所属している。
母国語であるスウェーデン語やボスニア語の他に、英語とイタリア語が話せる。
シミュレーションレーサーで、チーム・ロングラインのメンバーであった。新型コロナウイルス感染症によるパンデミックの間に、多くのレースやイベントに参加していた。

## レース戦績

### 略歴
| 年   | シリーズ                                                         | チーム                                          | レース | 優勝 | PP | FL | 表彰台 | ポイント | 順位  |
| ---- | ---------------------------------------------------------------- | ----------------------------------------------- | ------ | ---- | -- | -- | ------ | -------- | ----- |
| 2020 | イタリアF4選手権                                                 | プレマ・パワーチーム                            | 20     | 1    | 2  | 4  | 6      | 179      | 3位   |
| 2020 | ADAC・フォーミュラ4選手権                                        | プレマ・パワーチーム                            | 6      | 0    | 0  | 0  | 0      | 12       | 16位  |
| 2021 | F3・アジア選手権                                                 | アブダビ・レーシング・バイ・プレマ              | 9      | 0    | 0  | 0  | 4      | 88       | 7位   |
| 2021 | フォーミュラ・リージョナル・ヨーロピアン・チャンピオンシップ     | プレマ・パワーチーム                            | 20     | 0    | 1  | 2  | 1      | 53       | 13位  |
| 2022 | フォーミュラ・リージョナル・アジアン・チャンピオンシップ         | ムンバイ・ファルコンズ・インディア・レーシング  | 15     | 1    | 0  | 2  | 5      | 130      | 5位   |
| 2022 | フォーミュラ・リージョナル・ヨーロピアン・チャンピオンシップ     | プレマ・レーシング                              | 20     | 4    | 4  | 2  | 12     | 300      | 1位   |
| 2023 | フォーミュラ・リージョナル・ミドル・イースト・チャンピオンシップ | ムンバイ・ファルコンズ・レーシング・ リミテッド | 6      | 2    | 0  | 1  | 2      | 62       | 11位  |
| 2023 | FIA フォーミュラ3選手権                                          | プレマ・レーシング                              | 18     | 0    | 0  | 1  | 4      | 96       | 6位   |
| 2023 | マカオグランプリ                                                 | SJM・ セオドール・プレマ・レーシング            | 1      | 0    | 0  | 0  | 0      | N/A      | DNF   |
| 2024 | FIA フォーミュラ3 選手権                                         | プレマ・レーシング                              | 20     | 2    | 1  | 2  | 4      | 109      | 6位   |
| 2024 | FIA フォーミュラ2 選手権                                         | DAMS・ルーカスオイル                            | 4      | 0    | 0  | 0  | 1      | 22       | 20位  |
| 2024 | マカオグランプリ                                                 | SJM・セオドール・プレマ・レーシング             | 1      | 0    | 0  | 0  | 0      | N/A      | 8位   |
| 2025 | FIA フォーミュラ2 選手権                                         | ハイテック・TGR                                 | 19     | 0    | 1  | 2  | 2      | 58*      | 11位* |

- * 現在シーズン中。

### イタリアF4選手権
| 年     | チーム                | 1       | 2        | 3     | 4        | 5        | 6         | 7        | 8       | 9       | 10      | 11      | 12      | 13       | 14       | 15      | 16       | 17       | 18     | 19      | 20      | 21       | 順位 | ポイント |
| ------ | --------------------- | ------- | -------- | ----- | -------- | -------- | --------- | -------- | ------- | ------- | ------- | ------- | ------- | -------- | -------- | ------- | -------- | -------- | ------ | ------- | ------- | -------- | ---- | -------- |
| 2020年 | プレマ・ パワーチーム | MIS 1 5 | MIS 2 19 | MIS 3 | IMO1 1 4 | IMO1 2 4 | IMO1 3 12 | RBR 1 11 | RBR 2 5 | RBR 3 8 | MUG 1 6 | MUG 2 3 | MUG 3 2 | MNZ 1 17 | MNZ 2 15 | MNZ 3 7 | IMO2 1 2 | IMO2 2 1 | IMO2 3 | VLL 1 5 | VLL 2 C | VLL 3 10 | 3位  | 179      |

- 太字はポールポジション、斜字はファステストラップ。(key)

### ADAC・フォーミュラ4選手権
| 年     | チーム                | 1      | 2      | 3      | 4          | 5         | 6        | 7       | 8       | 9        | 10     | 11     | 12     | 13    | 14    | 15    | 16     | 17     | 18     | 19    | 20    | 21    | 順位 | ポイント |
| ------ | --------------------- | ------ | ------ | ------ | ---------- | --------- | -------- | ------- | ------- | -------- | ------ | ------ | ------ | ----- | ----- | ----- | ------ | ------ | ------ | ----- | ----- | ----- | ---- | -------- |
| 2020年 | プレマ・ パワーチーム | LAU1 1 | LAU1 2 | LAU1 3 | NÜR1 1 Ret | NÜR1 2 11 | NÜR1 3 8 | HOC 1 7 | HOC 2 9 | HOC 3 16 | NÜR2 1 | NÜR2 2 | NÜR2 3 | RBR 1 | RBR 2 | RBR 3 | LAU2 1 | LAU2 2 | LAU2 3 | OSC 1 | OSC 2 | OSC 3 | 16位 | 12       |

- 太字はポールポジション、斜字はファステストラップ。(key)

### フォーミュラ・リージョナル・アジアン・チャンピオンシップ
| 年     | エントラント                                   | 1       | 2         | 3        | 4         | 5       | 6        | 7       | 8       | 9         | 10        | 11       | 12        | 13      | 14    | 15      | DC  | ポイント |
| ------ | ---------------------------------------------- | ------- | --------- | -------- | --------- | ------- | -------- | ------- | ------- | --------- | --------- | -------- | --------- | ------- | ----- | ------- | --- | -------- |
| 2021年 | アブダビ・レーシング・バイ・プレマ             | DUB 1 5 | DUB 2     | DUB 3 2  | ABU 1 21† | ABU 2 3 | ABU 3 11 | ABU 1 4 | ABU 2 3 | ABU 3 Ret | DUB 1     | DUB 2    | DUB 3     | ABU 1   | ABU 2 | ABU 3   | 7位 | 88       |
| 2022年 | ムンバイ・ファルコンズ・インディア・レーシング | ABU 1 5 | ABU 2 Ret | ABU 3 11 | DUB 1 5   | DUB 2   | DUB 3 5  | DUB 1 3 | DUB 2 1 | DUB 3 15  | DUB 1 Ret | DUB 2 14 | DUB 3 27† | ABU 1 2 | ABU 2 | ABU 3 7 | 5位 | 130      |

- 太字はポールポジション、斜字はファステストラップ。(key)
- † リタイアだが、75%以上の距離を走行したため規定により完走扱い。

### フォーミュラ・リージョナル・ヨーロピアン・チャンピオンシップ
| 年     | チーム               | 1       | 2        | 3        | 4        | 5        | 6         | 7        | 8        | 9       | 10       | 11      | 12       | 13       | 14       | 15       | 16        | 17        | 18       | 19      | 20        | DC   | ポイント |
| ------ | -------------------- | ------- | -------- | -------- | -------- | -------- | --------- | -------- | -------- | ------- | -------- | ------- | -------- | -------- | -------- | -------- | --------- | --------- | -------- | ------- | --------- | ---- | -------- |
| 2021年 | プレマ・パワーチーム | IMO 1 8 | IMO 2 19 | CAT 1 15 | CAT 2 10 | MCO 1 17 | MCO 2 Ret | LEC 1 10 | LEC 2 11 | ZAN 1 8 | ZAN 2 17 | SPA 1 4 | SPA 2 14 | RBR 1 14 | RBR 2 11 | VAL 1 10 | VAL 2 Ret | MUG 1 Ret | MUG 2    | MNZ 1 5 | MNZ 2 31† | 13位 | 53       |
| 2022年 | プレマ・レーシング   | MNZ 1   | MNZ 2    | IMO 1    | IMO 2    | MCO 1 2  | MCO 2 1   | LEC 1 2  | LEC 2    | ZAN 1 4 | ZAN 2 3  | HUN 1 7 | HUN 2 16 | SPA 1    | SPA 2 3  | RBR 1 4  | RBR 2     | CAT 1 11  | CAT 2 10 | MUG 1 4 | MUG 2 3   | 1位  | 300      |

- 太字はポールポジション、斜字はファステストラップ。(key)
- † リタイアだが、90%以上の距離を走行したため規定により完走扱い。

### フォーミュラ・リージョナル・ミドル・イースト・チャンピオンシップ
| 年     | エントラント                                    | 1      | 2          | 3        | 4      | 5         | 6        | 7      | 8      | 9      | 10     | 11     | 12     | 13    | 14    | 15    | DC   | ポイント |
| ------ | ----------------------------------------------- | ------ | ---------- | -------- | ------ | --------- | -------- | ------ | ------ | ------ | ------ | ------ | ------ | ----- | ----- | ----- | ---- | -------- |
| 2023年 | ムンバイ・ファルコンズ・レーシング・ リミテッド | DUB1 1 | DUB1 2 Ret | DUB1 3 9 | KUW1 1 | KUW1 2 15 | KUW1 3 5 | KUW2 1 | KUW2 2 | KUW2 3 | DUB2 1 | DUB2 2 | DUB2 3 | ABU 1 | ABU 2 | ABU 3 | 11位 | 62       |

- 太字はポールポジション、斜字はファステストラップ。(key)

### FIA フォーミュラ3選手権
| 年     | エントラント       | 1          | 2          | 3          | 4          | 5          | 6         | 7           | 8         | 9         | 10        | 11         | 12         | 13         | 14         | 15         | 16         | 17         | 18         | 19        | 20        | DC  | ポイント |
| ------ | ------------------ | ---------- | ---------- | ---------- | ---------- | ---------- | --------- | ----------- | --------- | --------- | --------- | ---------- | ---------- | ---------- | ---------- | ---------- | ---------- | ---------- | ---------- | --------- | --------- | --- | -------- |
| 2023年 | プレマ・レーシング | BHR SPR 4  | BHR FEA 3  | MEL SPR 5  | MEL FEA 13 | MON SPR 12 | MON FEA 2 | CAT SPR Ret | CAT FEA 3 | RBR SPR 8 | RBR FEA 5 | SIL SPR 13 | SIL FEA 14 | HUN SPR 10 | HUN FEA 2  | SPA SPR 22 | SPA FEA 16 | MNZ SPR 13 | MNZ FEA 9  |           |           | 6位 | 96       |
| 2024年 | プレマ・レーシング | BHR SPR 29 | BHR FEA 13 | MEL SPR 13 | MEL FEA 1  | IMO SPR 4  | IMO FEA 5 | MON SPR 7   | MON FEA 6 | CAT SPR 8 | CAT FEA 8 | RBR SPR 15 | RBR FEA 3  | SIL SPR 11 | SIL FEA 19 | HUN SPR 3  | HUN FEA 9  | SPA SPR 1  | SPA FEA 11 | MNZ SPR 4 | MNZ FEA 9 | 6位 | 109      |

- 太字はポールポジション、斜字はファステストラップ。(key)

### マカオグランプリ
| 年     | チーム                              | 車両                 | 予選 | 予選 レース | 決勝 レース |
| ------ | ----------------------------------- | -------------------- | ---- | ----------- | ----------- |
| 2023年 | SJM・セオドール・プレマ・レーシング | ダラーラ・F3 2019    | 3位  | 4位         | DNF         |
| 2024年 | SJM・セオドール・プレマ・レーシング | タトゥース・F3 T-318 | 15位 | 10位        | 8位         |

### FIA フォーミュラ2選手権
| 年     | エントラント         | 1          | 2         | 3         | 4         | 5          | 6          | 7          | 8         | 9          | 10          | 11         | 12         | 13          | 14        | 15         | 16        | 17         | 18        | 19        | 20        | 21      | 22      | 23      | 24      | 25         | 26        | 27        | 28        | DC    | ポイント |
| ------ | -------------------- | ---------- | --------- | --------- | --------- | ---------- | ---------- | ---------- | --------- | ---------- | ----------- | ---------- | ---------- | ----------- | --------- | ---------- | --------- | ---------- | --------- | --------- | --------- | ------- | ------- | ------- | ------- | ---------- | --------- | --------- | --------- | ----- | -------- |
| 2024年 | DAMS・ルーカスオイル | BHR SPR    | BHR FEA   | JED SPR   | JED FEA   | MEL SPR    | MEL FEA    | IMO SPR    | IMO FEA   | MON SPR    | MON FEA     | CAT SPR    | CAT FEA    | RBR SPR     | RBR FEA   | SIL SPR    | SIL FEA   | HUN SPR    | HUN FEA   | SPA SPR   | SPA FEA   | MNZ SPR | MNZ FEA | BAK SPR | BAK FEA | LUS SPR 10 | LUS FEA 5 | YMC SPR 3 | YMC FEA 7 | 20位  | 22       |
| 2025年 | ハイテック・TGR      | MEL SPR 14 | MEL FEA C | BHR SPR 3 | BHR FEA 7 | JED SPR 15 | JED FEA 13 | IMO SPR 12 | IMO FEA 3 | MON SPR 15 | MON FEA Ret | CAT SPR 15 | CAT FEA 15 | RBR SPR Ret | RBR FEA 9 | SIL SPR 18 | SIL FEA 4 | SPA SPR 16 | SPA FEA 7 | HUN SPR 8 | HUN FEA 7 | MNZ SPR | MNZ FEA | BAK SPR | BAK FEA | LUS SPR    | LUS FEA   | YMC SPR   | YMC FEA   | 11位* | 58*      |

- 太字はポールポジション、斜字はファステストラップ。(key)
- * 現在シーズン中。

### フォーミュラ1
| 年     | エントラント | シャシー | エンジン                    | 1   | 2   | 3   | 4      | 5   | 6   | 7   | 8   | 9   | 10  | 11     | 12  | 13  | 14  | 15  | 16  | 17  | 18  | 19  | 20  | 21  | 22  | 23  | 24  | WDC | ポイント |
| ------ | ------------ | -------- | --------------------------- | --- | --- | --- | ------ | --- | --- | --- | --- | --- | --- | ------ | --- | --- | --- | --- | --- | --- | --- | --- | --- | --- | --- | --- | --- | --- | -------- |
| 2025年 | フェラーリ   | SF-25    | フェラーリ 066/12 1.6L V6 t | AUS | CHN | JPN | BHR TD | SAU | MIA | EMI | MON | ESP | CAN | AUT TD | GBR | BEL | HUN | NED | ITA | AZE | SIN | USA | MXC | SÃO | LVG | QAT | ABU | -   | -        |